# Yerákion
Yerákion är en ort i Grekland.   Den ligger i prefekturen Lakonien och regionen Peloponnesos, i den södra delen av landet, 140 km sydväst om huvudstaden Aten. Yerákion ligger 344 meter över havet och antalet invånare är 1 323.
Terrängen runt Yerákion är kuperad åt nordost, men åt sydväst är den platt.Runt Yerákion är det mycket glesbefolkat, med 7 invånare per kvadratkilometer. Närmaste större samhälle är Skála, 16,9 km söder om Yerákion. 